# Ampedus ziegleri
Ampedus ziegleri là một loài bọ cánh cứng trong họ Elateridae. Loài này được Zeising miêu tả khoa học năm 1983.